# هایک یغیازاریان
هایک یغیازاریان (ارمنی: Հայկ Եղիազարյան؛ زادهٔ ۱۸ ژوئن ۱۹۷۲) وزنه‌بردار اهل ارمنستان است که در دسته ۷۰ کیلوگرم مردان در بازی‌های المپیک تابستانی ۱۹۹۶ به رقابت پرداخت.

## نتایج مهم
| سال                              | مکان                  | وزن            | یک ضرب (کیلوگرم) | یک ضرب (کیلوگرم) | یک ضرب (کیلوگرم) | یک ضرب (کیلوگرم) | یک ضرب (کیلوگرم) | دوضرب (کیلوگرم) | دوضرب (کیلوگرم) | دوضرب (کیلوگرم) | دوضرب (کیلوگرم) | دوضرب (کیلوگرم) | مجموع          | رتبه           |
| سال                              | مکان                  | وزن            | ۱                | ۲                | ۳                | نتیجه            | رتبه             | ۱               | ۲               | ۳               | نتیجه           | رتبه            | مجموع          | رتبه           |
| بازی‌های المپیک                   | بازی‌های المپیک        | بازی‌های المپیک | بازی‌های المپیک   | بازی‌های المپیک   | بازی‌های المپیک   | بازی‌های المپیک   | بازی‌های المپیک   | بازی‌های المپیک  | بازی‌های المپیک  | بازی‌های المپیک  | بازی‌های المپیک  | بازی‌های المپیک  | بازی‌های المپیک | بازی‌های المپیک |
| -------------------------------- | --------------------- | -------------- | ---------------- | ---------------- | ---------------- | ---------------- | ---------------- | --------------- | --------------- | --------------- | --------------- | --------------- | -------------- | -------------- |
| ۱۹۹۶                             | آتلانتا، ایالات متحده | کیلوگرم        | ۱۴۵              | ۱۴۵              | ۱۵۰              | ۱۴۵              | -                | ۱۸۰             | ۱۹۰             | ۱۹۰             | ۱۸۰             | -               | ۳۲۵            | ۱۲             |
| مسابقات قهرمانی وزنه‌برداری اروپا |                       |                |                  |                  |                  |                  |                  |                 |                 |                 |                 |                 |                |                |
| ۱۹۹۴                             | سکلو، جمهوری چک       | کیلوگرم        |                  |                  |                  | '                | -                |                 |                 |                 | ۱۸۵             | ۳               | -              |                |